# 西条町田口
西条町田口(さいじょうちょうたぐち)とは、広島県東広島市の町名。本項では便宜上、隣接する田口研究団地（たぐちけんきゅうだんち）についても解説する。

## 概要
西条地区中央部に位置しており、町内を黒瀬川が縦断する。広島大学の南側に位置することから、同大学の学生向けのアパートも集中している。
西条町田口は全域で住居表示未実施である。2000年12月4日、西条町田口の一部が田口研究団地として分離され、住居表示が実施された。

## 交通

### 鉄道
町内に鉄道はない。最寄り駅は山陽新幹線東広島駅（三永）。

### バス
JRバス中国と芸陽バスが地区内を走る路線バスを運行している。

#### JRバス中国・芸陽バス共同運行
- 東広島駅 - 広島大学[注釈 1]

#### JRバス中国
- 西条駅 - 御薗宇 - 広島国際大学 -  広駅 - 呉駅
- 西条駅 - 広大西口 - 広島国際大学

### 道路

#### 一般国道
- 国道375号

#### 主要地方道
- 広島県道67号馬木八本松線

#### 一般国道
- 広島県道331号下三永吉川線

## 施設・名所など
- 東広島運動公園
  - 東広島運動公園野球場
- 東広島バッティングセンター
- 広島県立障害者リハビリテーションセンター
  - 広島県立西条特別支援学校
- 広島新生学園 - 児童養護施設
- 六方学園 - 障害者福祉施設
- 東広島学校給食センター
- ショージ田口店
- 吾妻子の滝 - 一部が町内にある。

## 学区
公立小学校に通学する場合、住んでいる場所に応じて以下の小中学校に通学することになる。

### 西条町田口
- 郷田小学校→向陽中学校
- 板城小学校→向陽中学校
- 御薗宇小学校→松賀中学校

### 田口研究団地
- 郷田小学校→向陽中学校
- 吉川小学校→八本松中学校

## 世帯数・人口
2024年9月末での世帯数・人口は以下の通りである。
- 西条町田口：3593世帯、7202人
- 田口研究団地：0世帯、0人